# نوسان‌ساز پیرس

نوسان‌ساز ساده پیرس

نوسان ساز پیِرس (به انگلیسی: Pierce oscillator) نوعی نوسان ساز الکترونیکی است که برای استفاده در مدارهای نوسان ساز کریستالی پیزوالکتریک بسیار مناسب است. نام‌گذاری شده به نام مخترع آن، جورج دبلیو پیرس (۱۸۷۲–۱۹۵۶)، نوسان‌گر پیرس مشتقی از نوسان‌گر کولپیتس است. تقریباً تمام نوسانگرهای پالس‌ساعت آی‌سی دیجیتال از نوع پیرس هستند، زیرا مدار را می‌توان با استفاده از حداقل اجزاء پیاده‌سازی کرد: یک وارونگر دیجیتال تک، یک مقاومت، دو خازن و کریستال کوارتز که به عنوان یک عنصر فیلتر با انتخاب‌پذیری بسیارزیاد عمل می‌کند. هزینه ساخت پایین این مدار و پایداری فرکانس کریستال‌های کوارتز آن را برای بسیاری از کاربردهای الکترونیکی مصرفی مفید می‌کند.

## عملیات
اگر مدار از اجزای کامل بی‌اتلاف تشکیل‌شده باشد، سیگنال C1 و C2 متناسب با امپدانس هر یک خواهد بود و نسبت ولتاژ سیگنال در C1 و C2 مقدار C2/C1 خواهد بود. با اندازه C1 و C2 برابر (پیکربندی رایج)، جریان در C1 تا C2 دقیقاً برابر است، اما ناهم‌فاز، نیازی به جریانی از تقویت‌کننده یا بهره ولتاژ از تقویت‌کننده و فراهم‌سازی تقویت‌کننده با امپدانس خروجی بالا، یا استفاده از مقاومت سری ایزوله در خروجی تقویت‌کننده را ندارد. کریستال‌های معمولی به اندازه کافی بی‌اتلاف هستند تا این تقریب، منطقی باشد: تقویت‌کننده مدار رزونانس را به حرکت درنمی‌آورد، بلکه صرفاً با آن هماهنگ می‌ماند و توان کافی برای تطبیق با تلفات را فراهم می‌کند.
گاهی یک مقاومت سری در خروجی تقویت‌کننده نشان داده می‌شود. هنگامی که از یک مقاومت سری استفاده می‌شود، بهره حلقه را کاهش می‌دهد، و بهره تقویت‌کننده باید افزایش یابد تا بهره حلقه کل به مقدار واحد بازگردد. هدف از استفاده از چنین مقاومتی در مدار تقویت‌کننده افزایش جابجایی فاز در هنگام راه‌اندازی یا زمانی که مدار کریستالی با بارگذاری از فاز خارج می‌شود و از بین بردن اثرات غیرخطی بودن تقویت‌کننده و فراتون‌های (به انگلیسی: overtone) کریستال یا مُدهای کاذب است. این بخشی از ساخت اصلی پیکربندی پیرس نیست.

### مقاومت بایاس‌سازی
R1 به عنوان یک مقاومت بازخورد عمل می‌کند، وارونگر را در ناحیه خطی کاری خود بایاس می‌کند و به‌طور مؤثر باعث می‌شود که به عنوان یک تقویت‌کننده معکوس‌کننده با بهره بالا عمل کند. برای درک بهتر این موضوع، فرض کنید وارونگر ایده‌آل است، با امپدانس ورودی بی‌نهایت و امپدانس خروجی صفر. مقاومت ولتاژهای ورودی و خروجی را مجبور می‌کند تا برابر باشند؛ بنابراین وارونگر نه به‌طور کامل روشن است و نه کاملاً خاموش، بلکه در ناحیه گذار، جایی که بهره دارد، کار خواهد کرد.

### تشدیدگر
کاربردهای بسیار کم هزینه گاهی از تشدیدگر سرامیکی کریستال پیزوالکتریک PZT به جای تشدیدگر کریستال کوارتز پیزوالکتریک استفاده می‌کنند.
کریستال در ترکیب با C1 و C2 یک فیلتر میان‌گذر شبکه پی را تشکیل می‌دهد که یک تغییر فاز ۱۸۰ درجه و یک بهره ولتاژ از خروجی به ورودی تقریباً در فرکانس تشدید کریستال ایجاد می‌کند. برای درک عملکرد، توجه داشته باشید که در فرکانس نوسان، کریستال سلفی به نظر می‌رسد؛ بنابراین، کریستال را می‌توان یک سلف بزرگ با Q بالا در نظر گرفت. ترکیب جابجایی فاز ۱۸۰ درجه (یعنی بهره وارونساز) از شبکه پی، و بهره منفی از وارونگر، منجر به یک بهره حلقه مثبت (بازخورد مثبت) می‌شود که نقطه بایاس تنظیم شده توسط R1 را ناپایدار می‌کند و منجر به نوسان می‌شود.
اخیراً، تشدیدگرهای مِمز (سامانه ریزالکترومکانیکی) که توسط ریزماشینکاری سطحی ساخته شده‌اند، نوسان‌سازهای پیرس با توان بسیار کم را فعال کرده‌اند. ضریب شکل کوچک تشدیدگرهای ممز مصرف انرژی نوسانگر را تا حد زیادی کاهش می‌دهد در حالی که به لطف Q بسیار بالای آنها پایداری خوبی را حفظ می‌کند.

### مقاومت ایزولاسیون
علاوه بر مقاومت بایاس R1، روان لورنز قویاً یک مقاومت سری R را بین خروجی وارونگر و کریستال توصیه می‌کند. مقاومت سری Rs شانس نوسان فراتون را کاهش می‌دهد و می‌تواند زمان راه اندازی را بهبود بخشد. این مقاومت دوم Rs وارونگر را از شبکه کریستالی جدا می‌کند. این همچنین تغییر فاز اضافی را به C1 اضافه می‌کند. نوسان سازهای پیرسِ بالای ۴ مگاهرتز، باید از یک خازن کوچک به جای مقاومت برای Rs استفاده کند. این مقاومت بایاس معمولاً توسط یک ماسفت بایاس‌شده در ناحیه خطی خود برای به حداقل رساندن اجزای مزاحم می‌شود.

## ظرفیت‌خازنی بار
ظرفیت کل که از کریستال که به بقیه مدار نگاه می‌کند مشاهده می‌شود «ظرفیت‌خازنی بار» نامیده می‌شود. هنگامی که یک سازنده یک کریستال «موازی» می‌سازد، یک کارشناس‌فنی از یک نوسان‌ساز پیرس با ظرفیت‌خازنی بار ثابت خاص (اغلب ۱۸ یا ۲۰ پیکوفاراد) استفاده می‌کند. در حالی که کریستال را تنظیم می‌کند تا دقیقاً با فرکانس نوشته شده روی بسته آن نوسان کند.
برای اطمینان از عملکرد در فرکانس صحیح، باید اطمینان حاصل کرد که ظرفیت‌خازنی‌های موجود در مدار با مقدار مشخص شده در برگه داده کریستال مطابقت دارند. ظرفیت‌خازنی بار CL را می‌توان از ترکیب سری C1 و C2 با در نظر گرفتن Ci و Co، ظرفیت‌خازنی ورودی و خروجی وارونگر و Cs، ظرفیت‌خازنی‌های سرگردان از نوسان‌ساز، جانمایی PCB و محفظه کریستال (معمولاً ۳–۹ پیکوفاراد) محاسبه کرد:
{\displaystyle C_{\text{L}}={\frac {(C_{1}+C_{\text{i}})(C_{2}+C_{\text{o}})}{C_{1}+C_{\text{i}}+C_{2}+C_{\text{o}}}}+C_{\text{s}}.}
هنگامی که یک سازنده یک کریستال «سری» می‌سازد، یک کارشناس‌فنی از روش تیون‌سازی متفاوتی استفاده می‌کند. هنگامی که یک کریستال «سری» در یک نوسان‌ساز پیرس استفاده می‌شود، نوسانگر پیرس (مثل همیشه) کریستال را تقریباً در فرکانس تشدید موازی خود راه‌اندازی می‌کند. اما این فرکانس چند کیلوهرتز بیشتر از فرکانس تشدید سری چاپ شده روی بسته‌بندی یک کریستال «سری» است. افزایش «ظرفیت‌خازنی بار» اندکی فرکانس تولید شده توسط نوسان‌ساز پیرس را کاهش می‌دهد، اما هرگز به اندازه ای نیست که آن را تا فرکانس تشدید سری کاهش دهد.

## در ادامه مطلب
- Matthys, Robert J. (1992). Crystal Oscillator Circuits (revised ed.). Malabar, Florida: Krieger Publishing. ISBN 0-89464-552-8.